# Arenzana de Arriba
Arenzana de Arriba è un comune spagnolo di 35 abitanti situato nella comunità autonoma di La Rioja.